# Positions (албум)
Positions је шести студијски албум америчке певачице Аријане Гранде, објављен 30. октобра 2020. преко издавачке куће Republic Records. Певачица је на албуму радила са разним продуцентима, попут Томија Брауна, Ентонија М. Џоунса, продуцента и репера „London on da Track”, Мурда Битза, продукцијског дуета „The Rascals”, Скота Шторха, Шеја Тејлора и музичког дуета „Social House”.
Песме са албума говоре о сексу и роматици, а њихов жанр је РнБ и треп-поп, слично Аријаниним претходним албумима Sweetener (2018) и Thank U, Next (2019). Positions такође садржи и елементе хип хопа, нео соула и фанка, а у песмама су као додатни извођачи учествовали и Дожа Кет, The Weeknd и Ty Dolla Sign. По изласку, албум је наишао на генерално повољне критике музичких критичара, од којих је већина похвалила певачицин вокал, док су други критиковали продукцију и текстове песама. Албум се такође појавио и на многим листама најбољих музичких публикација за крај године.
Насловна песма објављена је као водећи сингл, недељу дана пре изласка албума. Песма је достигла на врх Билборд хот 100 листе и тиме постала пети Аријанин сингл која је се нашао на првом месту рекордних листи у САД-у. Ово је такође постала и њена трећа песма која је у 2020. години достигла на Билборд хот 100 листу. Објављивањем албума, свих 14 његових нумера истовремено су се нашле на Билборд хот 100 листи, а други сингл 34+35 достигао је на осмо место. Positions је дебитовао на првом месту листе Билборд 200 са 174.000 еквивалентних јединица за албуме, укључујући 42.000 продатих примерака, чиме ово постаје Аријанин пети албум који је достигао на прво место у САД-у. Албум је такође достигао на прво место и у Аргентини, Канади, Ирској, Литванији, Новом Зеланду, Норвешкој и Великој Британији.

## Списак песама
| №               | Назив                            | Трајање |  |
| 1.              | Shut Up                          | 2:37    |  |
| 2.              | 34+35                            | 2:53    |  |
| 3.              | Motive (са Дожом Кет)            | 2:47    |  |
| 4.              | Just like Magic                  | 2:29    |  |
| 5.              | Off the Table (са The Weeknd-ом) | 3:59    |  |
| 6.              | Six Thirty                       | 3:04    |  |
| 7.              | Safety Net (са Ty Dolla Sign-ом) | 3:28    |  |
| 8.              | My Hair                          | 2:38    |  |
| 9.              | Nasty                            | 3:20    |  |
| 10.             | West Side                        | 2:12    |  |
| 11.             | Love Language                    | 2:59    |  |
| 12.             | Positions                        | 2:52    |  |
| 13.             | Obvious                          | 2:28    |  |
| 14.             | POV                              | 3:21    |  |
| Укупно трајање: | Укупно трајање:                  | 41:07   |  |